# Les Chemins de la liberté (film)
Pour les articles homonymes, voir Les Chemins de la liberté, The Way Back et Le Chemin de la liberté (film, 2002).
Pour plus de détails, voir Fiche technique et Distribution.
Les Chemins de la liberté (The Way Back) est un film américain coécrit et réalisé par Peter Weir, sorti en 2010. Il s'agit d'une adaptation (très libre) du récit, lui-même controversé, À marche forcée (The Long Walk) de l'écrivain britannique d'origine polonaise Sławomir Rawicz.

## Synopsis
En 1940, un groupe de sept prisonniers décide de s’évader d’un camp de travail sibérien. Pour ces hommes venus de tous les horizons, s’échapper de cet enfer ne sera que le début de l’aventure.
Ensemble, ils vont parcourir plus de 6 000 kilomètres, à travers la toundra sibérienne glacée, les plaines de Mongolie, les fournaises du désert de Gobi, puis les sommets de l'Himalaya. L'Inde — alors sous contrôle britannique — est le but ultime. Certains s’arrêteront en chemin, d’autres ne survivront pas aux épreuves. 
Mais la route est longue, les rencontres risquées, les conditions physiques épouvantables, et chacun a ses secrets.

## Fiche technique
- Titre français : Les Chemins de la liberté
- Titre original anglais : The Way Back
- Titre polonais : Niepokonani
- Titre arabe : طريق الحرية ة (فيلم)
- Réalisation : Peter Weir
- Scénario : Peter Weir et Keith R. Clarke, d'après le récit autobiographique À marche forcée (The Long Walk: The True Story of a Trek to Freedom) de Sławomir Rawicz
- Directeur artistique : Aziz Rafiq
- Décors : John Stoddart
- Costumes : Wendy Stites
- Photographie : Russell Boyd
- Montage : Lee Smith
- Musique : Burkhard Dallwitz
- Production : Mohamed Khalaf Al-Mazrouei, Tobin Armbrust, Ed Borgerding, Alexander Yves Brunner, Keith R. Clarke, Guy East, Jake Eberts, Duncan Henderson, Adam Leipzig (en), Joni Levin, Simon Oakes, John Ptak, Scott Rudin, Jonathan Schwartz, Roee Sharon, Nigel Sinclair, Peter Weir
- Sociétés de production : Exclusive Films, National Geographic Films, Imagenation Abu Dhabi FZ, Monolith Films, On the Road, Point Blank Productions, Polish Film Institute
- Distribution : Newmarket Films (États-Unis), Metropolitan Filmexport (France)
- Pays d'origine :  États-Unis, coproduction :  Émirats arabes unis et  Pologne
- Langues originales : anglais, russe, polonais
- Budget : 30 millions de dollars[2]
- Format : couleurs − 2,35:1 − Dolby Digital − 35 mm
- Genre : aventures, survie
- Durée : 134 minutes
- Dates de sortie[3] :
  - États-Unis : 3 septembre 2010 (festival du film de Telluride) ; 29 décembre 2010 (sortie limitée à Los Angeles) ; 21 janvier 2011 (sortie nationale)
  - Émirats arabes unis : 15 décembre 2010
  - Canada : 21 janvier 2011
  - Belgique, France : 26 janvier 2011
  - Pologne : 8 avril 2011

## Distribution
- Jim Sturgess (VF : Damien Ferrette, VQ : Philippe Martin) : Janusz « Pakhan »
- Ed Harris (VF : Georges Claisse, VQ : Éric Gaudry) : « Monsieur » Smith
- Saoirse Ronan (VF : Joséphine Ropion, VQ : Mylène St-Sauveur) : Irena
- Colin Farrell (VF : Boris Rehlinger, VQ : Martin Watier) : Valka, le « urki »
- Mark Strong (VF : Éric Herson-Macarel, VQ : Marc-André Bélanger) : Khabarov
- Gustaf Skarsgård (VF : Laurent Lederer, VQ : Alexandre Fortin) : Voss, le Letton
- Alexandru Potocean (VQ : Frédéric Paquet)  Tomasz
- Dragos Bucur (VF : Miglen Mirtchev, VQ : Hugolin Chevrette) : Zoran
- Sebastian Urzendowsky : Kazik
- Zahary Baharov : l'interrogateur
- Sally Edwards : femme de Janusz, 1939
- Hal Yamanouchi : un officiel

## Production

### Genèse et développement
Le scénario s'inspire de À marche forcée (The Long Walk), un récit autobiographique de Sławomir Rawicz publié en 1956 racontant son évasion d'un goulag. L'ouvrage est un succès dans le monde. Cependant, la véracité du récit est sujette à controverse dès sa sortie. De plus en 2006, des journalistes de la BBC établirent que Sławomir Rawicz n'avait pas pu accomplir l'expédition car un document de sa propre main indiquait qu'il était sorti du goulag en 1942. D'après son dossier militaire, il avait rejoint alors l'armée polonaise en Russie du général Anders. L'auteur se serait inspiré du récit d'un compatriote nommé Witold Gliński, qu'il aurait trouvé pendant la guerre dans des documents de l'ambassade de Pologne à Londres,.
L'ouvrage a failli devenir un film dès la fin des années 1950. L'acteur-réalisateur Laurence Harvey acquiert les droits. Warner Bros. tentera ensuite de faire le film avec Burt Lancaster, sans succès. Le projet est relancé dans les années 1990 que Joni Levin et Keith Clarke se penchent à nouveau sur le récit de Sławomir Rawicz. Après avoir obtenu les droits, ils proposent le poste de réalisateur à Peter Weir.
Pour s'assurer de la véracité des faits historiques du scénario, la production engage la journaliste et écrivaine Anne Applebaum, lauréate du prix Pulitzer en 2004 et spécialiste du communisme, de l'Europe de l'Est, de l'Union soviétique et de la Russie. Elle expliquera que le film est un amalgame d'histoires racontées par divers survivants des goulags, comme Varlam Chalamov. Peter Weir fait également appel au Français, Cyril Delafosse-Guiramand, un aventurier ayant refait l'itinéraire en utilisant deux récits : celui de Sławomir Rawicz et celui de Joseph Martin Bauer, Aussi loin que mes pas me portent. Cyril Delafosse-Guiramand passera notamment du temps à coacher les acteurs.
Les acteurs ont également rencontré des survivants des goulags. Jim Sturgess raconte cette expérience : « Les regarder dans les yeux et entendre leurs histoires était fascinant. Je ne voulais pas arriver sur le plateau sans connaître le contexte de l’époque et ce que ces hommes ont enduré. Quand vous les avez en face de vous, vous réalisez que c’est arrivé il n’y a pas si longtemps. »

### Tournage
Le tournage a lieu de février à juin 2009. Il se déroule en Bulgarie (Sofia, Nu Boyana Film Studios, Vakarel, Lukovit), en Inde (Darjeeling), au Maroc (Erfoud, Ouarzazate) et en Australie (Sydney).

## Accueil

### Critique
Le film reçoit des critiques globalement positives. Sur l'agrégateur américain Rotten Tomatoes, il récolte 74% d'opinions favorables pour 139 critiques et une note moyenne de 6,9⁄10. Sur Metacritic, il obtient une note moyenne de 66⁄100 pour 33 critiques.
En France, le film obtient une note moyenne de 3,1⁄5 sur le site AlloCiné, qui recense 23 titres de presse.

### Box-office
Malgré des critiques plutôt positives, le film est un échec au box-office. Il ne récolte que 24 millions de dollars dans le monde pour un budget de 30 millions.
| Pays ou région    | Box-office      | Date d'arrêt du box-office | Nombre de semaines |
| ----------------- | --------------- | -------------------------- | ------------------ |
| États-Unis Canada | 2 701 859 $     | 3 mars 2011                | 6                  |
| France            | 860 353 entrées |                            | -                  |
| Total mondial     | 24 172 201 $    | -                          | -                  |